# João Pedroso

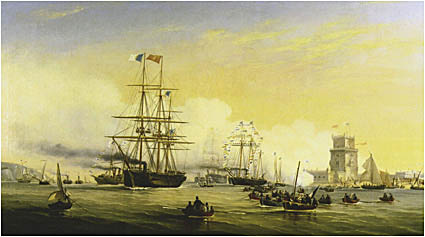
L'arrivée de Stéphanie de Hohenzollern au Portugal en 1858, avec la tour de Belém en arrière-plan.

João Pedroso, né en 1825 à Lisbonne et mort le 5 décembre 1890 dans la même ville, est un peintre et graveur au burin portugais.

## Biographie
P. Gomes da Silva João Pedroso naît en 1825 à Lisbonne. Il est l'élève de Dom. José da Silva et est professeur à l'académie de Lisbonne en 1881.
Ses peintures représentent des paysages et des bateaux.
João Pedroso meurt le 5 décembre 1890 à Lisbonne.